# Хальса, Мортен
Мо́ртен Ха́льса (норв. Morten Halsa; ?) — норвежский кёрлингист.
В составе мужской сборной Норвегии участник чемпионата мира 1997. Чемпион Норвегии среди мужчин (1997). Участник юниорского чемпионата мира 1986.

## Достижения
- Чемпионат Норвегии по кёрлингу среди мужчин: золото (1997).

## Команды
| Сезон   | Четвёртый      | Третий        | Второй               | Первый        | Запасной      | Турниры                      |
| ------- | -------------- | ------------- | -------------------- | ------------- | ------------- | ---------------------------- |
| 1985—86 | Bjørn Ulshagen | Knut Johansen | Мортен Хальса        | Bjarte Pisani |               | ЧМЮ 1986 (6 место)           |
| 1996—97 | Пол Трульсен   | Ларс Вогберг  | Бент Онанд Рамсфьелл | Кнут Ивар Моэ | Мортен Хальса | ЧНМ 1997 · ЧМ 1997 (7 место) |

(скипы выделены полужирным шрифтом)